# Colelia (gmina)
Colelia – gmina w Rumunii, w okręgu Jałomica. Obejmuje tylko jedną miejscowość Colelia. W 2011 roku liczyła 1212 mieszkańców. 